# شيماء عفيفي
شيماء عفيفي (مواليد 4 أبريل 1981) هي لاعبة تايكوندو أولمبية مصرية، كانت أولى سيدات مصر مشاركة في منافسات التايكوندو في الأولمبياد حين شاركت في أولمبياد 2000.

## المشاركة الأولمبية

### سيدني 2000
- وزن الريشة[4] - الترتيب الـ10 مكرر

## روابط خارجية
- شيماء عفيفي على موقع TaekwondoData.com (الإنجليزية)
- شيماء عفيفي على موقع أوليمبيديا (الإنجليزية)